# Colombelles
Colombelles is een gemeente in het Franse departement Calvados (regio Normandië). De plaats maakt deel uit van het arrondissement Caen. Colombelles telde op 1 januari 2022 7.015 inwoners.
Op 22 maart 2015 werd de gemeente overgeheveld van het kanton Cabourg naar het kanton Hérouville-Saint-Clair.

## Geografie
De oppervlakte van Colombelles bedroeg op 1 januari 2022 7,14 vierkante kilometer; de bevolkingsdichtheid was toen 982,5 inwoners per km².
De onderstaande kaart toont de ligging van Colombelles met de belangrijkste infrastructuur en aangrenzende gemeenten.

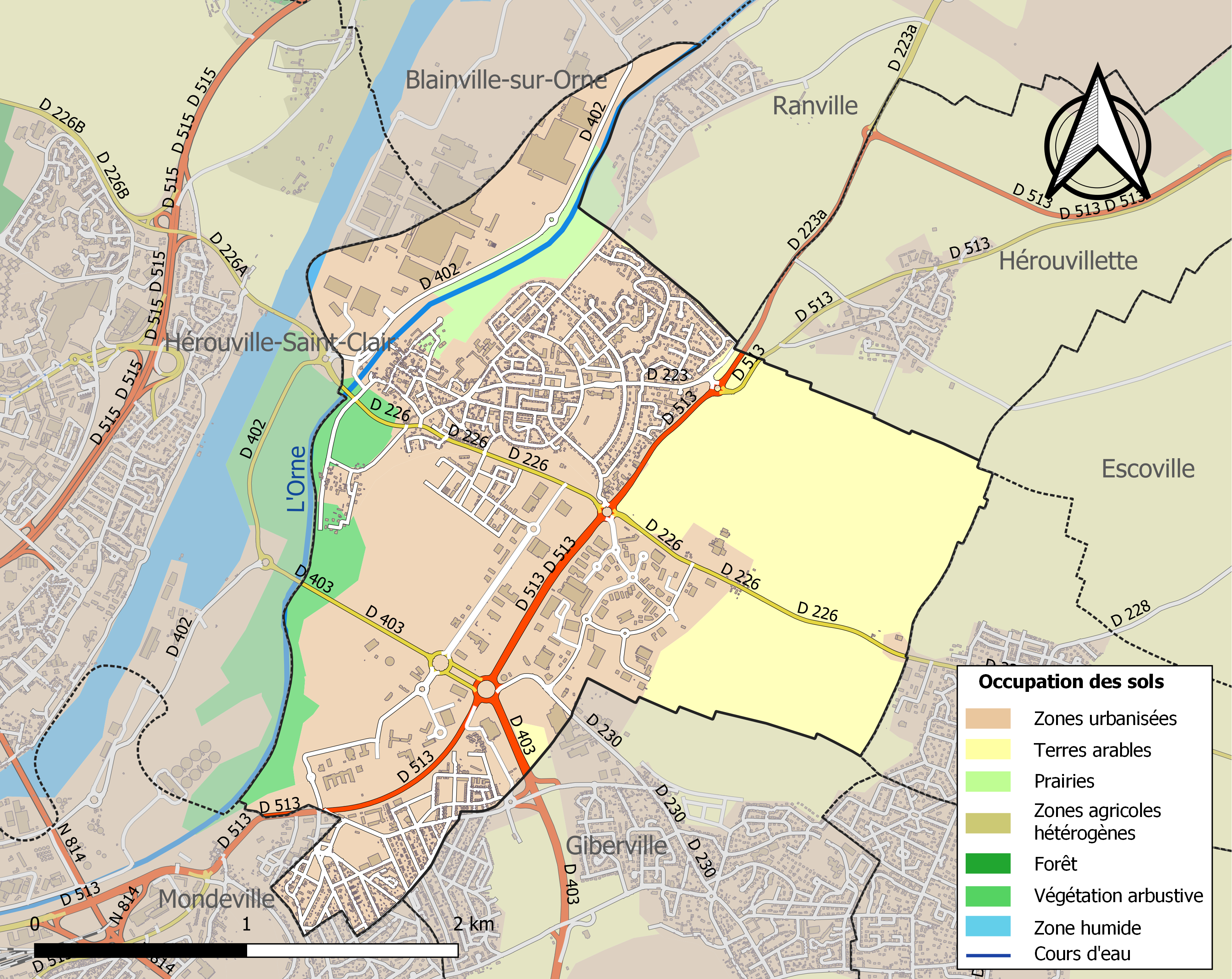

## Demografie
Onderstaande figuur toont het verloop van het inwonertal (bron: INSEE-tellingen).
Vanwege een beveiligingsprobleem met de MediaWiki Graph-software is het momenteel niet mogelijk deze grafiek weer te geven. Zodra de software is bijgewerkt zal de grafiek vanzelf weer zichtbaar worden.